# Équipe cycliste Boule d'Or-Colnago
L’équipe cycliste Boule d’Or-Colnago est une équipe cycliste belge ayant existé de 1978 à 1983.

## Sponsors
- Boule d'Or : marque belge de cigarettes
- Colnago : fabricant de cycles
- Lano : Fabricant belge de gazon synthétique destiné aux terrains de sport
- Mini Flat : Fabricant belge de vérandas
- Studio Casa :
- Sunair :

## Principaux coureurs
| - Eddy Cael - Roger De Cnijf - Alain De Roo - Ronald De Witte - Dirk De Wolf - Werner Devos - Ludo Frijns | - Martin Havik - Wayne Hildred - Antoon Houbrechts - Guy Janiszewski - Freddy Maertens - Marc Maertens - Rudy Matthijs | - Frits Pirard - Fred Rompelberg - Marc Sergeant - Gerhard Schönbacher - Stan Tourné - Eugène Urbany - Fons van Katwijk | - Piet van Katwijk - Ghislain Van Landeghem - Rik Van Linden - Frans Van Looy - Frans Van Vlierberghe - Eddy Vanhaerens - Géry Verlinden | - Patrick Versluys - Herman Vrijders - Johan Wellens - Leo Wellens - Paul Wellens - Ludwig Wijnants - Daniel Willems |

## Équipes
| 1978Mini Flat-Boule d'Or-Colnago - Richard Bukacki - Eddy Cael - Rudy Colman - Willy Govaerts - Antoine Houbrechts - Paul Huygelen - Eric Jacques - Ludo Schurgers - Gerhard Schönbacher - Stan Tourné - René van Gils - Ghislain Van Landeghem - Frans Van Looy - Jean Vanderstappen - Andre Verbraeken - Herman Vrijders - Ludwig Wijnants | 1979Lano-Boule d'Or-Colnago - Willy Albert - Cees Bal - Roger de Cnijf - Johnny De Nul - Fons De Wolf - Ludo Frijns - Willy Maessen - Benny van der Auwera - Adri van Houwelingen - Jan van Houwelingen - Frans Van Vlierberghe - Eddy Vanhaerens - Patrick Verstraete | 1980Boule d'Or-Studio Casa - Pietro Algeri - Ronny Bossant - Étienne De Beule - Roger de Cnijf - Ronan de Meyer - Roger De Vlaeminck - Werner Devos - Alphonse de Wolf - Ludo Frijns - Ben van der Auwera - Eddy van Haerens - Adri van Houwelingen - Jan van Houwelingen - Alphonse van Katwijk - François van Vlierberghe - Olivier Vantielcke - Patrick Versluys |

| 1981Boule d'Or-Sunair - Alain De Roo - Werner Devos - Ronald de Witte - Ludo Frijns - Martin Havik - Guy Janiszewski - Freddy Maertens - Frits Pirard - Erik van de Peare - Eddy van Haerens - Jan van Houwelingen - Alphonse van Katwijk - Piet van Katwijk - Henri van Linden - François van Vlierberghe - Gery Verlinden - Patrick Versluys - Johan Wellens - Léo Wellens - Paul Wellens | 1982Boule d'Or-Sunair - Alain De Roo - Werner Devos - Lando Fryns - Guy Janiszewski - Freddy Maertens - Marc Maertens - Rudy Matthys - Marc Sergeant - François van Vlierberghe - Gery Verlinden - Patrick Versluys - Jan Wijnants - Ludwig Wijnants - Daniel Willems | 1983Boule d'Or-Colnago - Roger de Cnijf - Ronny de Cnodder - Ronan de Meyer - Alain De Roo - Werner Devos - Dirk De Wolf - Guy Janiszewski - Rudy Matthys - Noël Segers - Erik Stevens - Eugène Urbany - Danny van Baelen - Jan van Houwelingen - François van Vlierberghe - Patrick Vermeulen - Jan Wijnants - Ludwig Wijnants - Daniel Willems |

## Principales victoires
- 1978[2] : 30 victoires
- 1979[2] : 28 victoires
  - Tour d'Espagne 1979 :
    - 9 victoires d'étapes
- 1980[2] : 31 victoires
- 1981[2] : 39 victoires dont
  - Tour de France 1981 :
    - 5 victoires d'étapes
    -  vainqueur du classement par points

  - Champion du monde sur route
- 1982[2] : 34 victoires dont
  - Tour de France 1982 :
    - 2 victoires d'étapes
- 1983[2] : 19 victoires dont
  - Tour de France 1983 :
    - 1 victoire d'étape

  - Paris Nice
    - 1 victoire d'étape

  - Champion de Hollande sur route